# Rui Alberto Faria da Costa
|  | No s'ha de confondre amb Rui Manuel César Costa. |

Rui Alberto Faria de Costa, més conegut com a Rui Costa, (Aguçadoura, Póvoa de Varzim, 5 d'octubre de 1986) és un ciclista portuguès, professional des del 2007. Actualment corre a l'equip EF Education-EasyPost.
És una de les més serioses esperances del ciclisme portuguès per les seves bones actuacions en proves sots23 els anys 2007 i 2008, on hi destaquen la victòria a la general del Giro de les Regions (2007), el segon lloc al Tour de l'Avenir (2008), o els bons resultats al còmput global dels Mundials de Varese (5è en ruta i 8è en contrarellotge).
Vist això, va ser fitxat pel potent Caisse d'Epargne d'Eusebio Unzué l'any 2009, temporada en què aconseguí una molt bona victòria als Quatre dies de Dunkerque, a més d'una etapa a la Vuelta a Chihuahua, on seria tercer final, i un segon lloc al Campionat de Portugal en ruta.
Ell i son germà Mario es van veure implicats en un cas de dopatge per metilhexanamina durant el campionat nacional de 2010. De nou autoritzat a córrer a començaments del 2011, es trobà sense equip, fins que a l'abril fitxà pel Movistar Team. Va prendre part al Tour de França, en què guanyà la 8a etapa entre Aigurande i Super-Besse. Aquest mateix any guanyà el Gran Premi Ciclista de Mont-real.
El 2012 aconseguí una etapa i la general de la Volta a Suïssa, en superar Fränk Schleck per tan sols 14". Amb aquesta victòria es convertia en el primer portuguès a guanyar una cursa per etapes del World Tour.
El 2013 repetia triomf a la Volta a Suïssa, alhora que aconseguia dues victòries d'etapa, i en el Tour de França, disputat poques setmanes després, guanyà dues etapes, arribant en ambdós casos escapat a meta. El 29 d'octubre fou el primer portuguès a aconseguir el Campionat del món de ciclisme en ruta en imposar-se a l'esprint al català Joaquim Rodríguez en l'arribada a Florència.

## Palmarès
- 2007
  - 1r al Giro de les Regions
- 2008
  - Vencedor d'una etapa del Giro de les Regions
  - Vencedor d'una etapa de la Volta a Portugal del Futur
  - Vencedor d'una etapa del Copa de les Nacions Ville Saguenay
- 2009
  - 1r als Quatre dies de Dunkerque
  - 1r al Gran Premi Crédito Agrícola
  - Vencedor d'etapa a la Vuelta a Chihuahua
- 2010
  -  Campió de Portugal de contrarellotge
  - 1r al Trofeu Deià
  - Vencedor d'una etapa de la Volta a Suïssa
- 2011
  - 1r al Gran Premi Ciclista de Mont-real
  - 1r a la Volta a la Comunitat de Madrid
  - Vencedor d'una etapa al Tour de França
- 2012
  - 1r a la Volta a Suïssa i vencedor d'una etapa
- 2013
  -  Campió del món de ciclisme en ruta
  -  Campió de Portugal de contrarellotge
  - 1r a la Volta a Suïssa i vencedor de 2 etapes
  - 1r al Gran Premi de Primavera
  - Vencedor de la 16a i 19a etapes del Tour de França
- 2014
  - 1r a la Volta a Suïssa i vencedor d'una etapa
- 2015
  -  Campionat de Portugal en ruta
  - Vencedor d'una etapa al Critèrium del Dauphiné
- 2017
  - 1r a l'Abu Dhabi Tour i vencedor d'una etapa
  - Vencedor d'una etapa a la Volta a San Juan
- 2020
  -  Campió de Portugal en ruta
  - Vencedor d'una etapa al Tour d'Aràbia Saudita
- 2023
  - 1r al Trofeu Calvià
  - 1r a la Volta a la Comunitat Valenciana i vencedor d'una etapa
  - 1r a la Japan Cup
  - Vencedor d'una etapa a la Volta a Espanya
- 2024
  -  Campió de Portugal en ruta

### Resultats al Tour de França
- 2009. Abandona (12a etapa)
- 2010. 73è de la classificació general
- 2011. 90è de la classificació general. Vencedor de la 8a etapa
- 2012. 18è de la classificació general
- 2013. 27è de la classificació general. Vencedor de la 16a i 19a etapes
- 2014. No surt (16a etapa)
- 2015. Abandona (11a etapa)
- 2016. 49è de la classificació general
- 2019. 53è de la classificació general
- 2021. 77è de la classificació general
- 2023. 67è de la classificació general

### Resultats al Giro d'Itàlia
- 2017. 27è de la classificació general
- 2022. 44è de la classificació general

### Resultats a la Volta a Espanya
- 2017. 42è de la classificació general
- 2020. 44è de la classificació general
- 2023. 41è de la classificació general. Vencedor d'una etapa